# ショート・カッツ
『ショート・カッツ』（Short Cuts）は、1993年制作のアメリカ映画。レイモンド・カーヴァーの作品を元に、ロサンゼルスに住む22人の登場人物の人間模様を描く。
ヴェネツィア国際映画祭にて金獅子賞を受賞している。
元になったとされるカーヴァーの作品は以下のとおり。「隣人」「ダイエット騒動」「ビタミン」「頼むから静かにしてくれ」「足もとに流れる深い川」「ささやかだけれど、役にたつこと」「ジェリーとモリーとサム」「収集」「出かけるって女たちに言ってくるよ」の9編の短編小説と詩「レモネード」。なお、これらを収録した単行本『Short Cuts: Selected Stories』（ヴィンテージ・ブックス、1993年9月）が映画公開に先立って出版されている。同書には収録されなかったが、「菓子袋」も『ショート・カッツ』の題材に使われている。

## ストーリー
カリフォルニアのある町。車に当たった坊やが、心配する運転者を無視して帰宅すると、その家は有名アナウンサー宅で、信頼できる医者に治療してもらうことになったが、母は心配で、ケーキ屋からの電話に辛く当たってしまうと、そのケーキ屋はイタズラ電話を繰り返すが、いっぽう坊やの治療をする医者はコンサートで出会った夫婦とバーベキューパーティをする約束をしてしまい、その夫婦の夫が仲間と釣りに行くと死体が川に浮かんだりしていて、なんだかんだで大地震とともに終幕。

## キャスト
- アンディ・マクダウェル：アン・フィニガン
- ブルース・デイヴィソン：ハワード・フィニガン
- ジャック・レモン：ポール・フィニガン
- ジュリアン・ムーア：マリアン・ワイマン
- マシュー・モディーン：ラルフ・ワイマン
- アン・アーチャー：クレア・ケーン
- フレッド・ウォード：スチュアート・ケーン
- ジェニファー・ジェイソン・リー：ロイス・カイザー
- クリス・ペン：ジェリー・カイザー
- リリ・テイラー：ハニー・ブッシュ
- ロバート・ダウニー・Jr：ビル・ブッシュ
- マデリーン・ストー：シェリー・シェパード
- ティム・ロビンス：ジーン・シェパード
- リリー・トムリン：ドレーン・ピゴット
- トム・ウェイツ：アール・ピゴット
- バック・ヘンリー：ゴードン・ジョンソン
- フランシス・マクドーマンド：ベッツィ・ウェザーズ
- ピーター・ギャラガー：ストーミー・ウェザーズ
- ライル・ラヴェット：アンディ
- ロリ・シンガー：ゾエ・トレイナー